# Rocket Man (노래)
〈Rocket Man〉(공식 명칭 〈Rocket Man (I Think It's Going to Be a Long, Long Time)〉)는 엘튼 존과 버니 토핀이 작곡하고 원래 존이 작곡한 곡이다. 이 곡은 1972년 존의 음반인 《Honky Château》에 처음 등장했고 영국에서 2위 그리고 미국에서 6위로 상승하면서 히트곡이 되었다. 2018년 10월 5일, 이 노래는 영국 축음기 협회에 의해 40만 건의 디지털 다운로드 판매로 골드 인증을 받았다.
《롤링 스톤》은 역사상 가장 위대한 노래 500곡 중 245곡으로 선정되었다.

## 외교에 사용
2017년 9월 도널드 트럼프 대통령은 북한 지도자 김정은이 트위트 중 하나에서 "로켓맨"으로 불린 것은 이 노래를 지칭한 것으로 보인다.
김정은은 2018년 싱가포르에서 열린 정상회담에서 트럼프가 이 노래에 대해 알고 있느냐고 물었던 것으로 알려졌다. 2018년 7월 마이크 폼페이오가 방북했을 때 트럼프가 서명한 노래 CD를 김 위원장에게 선물로 가져왔다고 보도한 적이 있는데, 나중에 국무부에 의해 거부되었다.

## 참여 인원
- 엘튼 존 – 피아노, 리드 보컬
- 데이비 존스톤 – 일렉트릭 슬라이드 & 어쿠스틱 기타, 백 보컬
- 디 머리 – 베이스, 백 보컬
- 나이절 올슨 – 드럼, 백 보컬
- 데이비드 헨첼 – ARP 신시사이저

## 인증
| 국가                               | 인증        | 판매량/출하량 |
| ---------------------------------- | ----------- | ------------- |
| 덴마크 (IFPI Danmark)              | 골드        | 45,000        |
| 이탈리아 (FIMI)                    | 플래티넘    | 50,000        |
| 영국 (BPI)                         | 플래티넘    | 600,000       |
| 미국 (RIAA)                        | 3× 플래티넘 | 3,000,000     |
| 판매량+스트리밍을 기반으로 한 인증 |             |               |